# August Friedrich Timaeus
August Friedrich Christian Timaeus (auch: Friedrich August Timaeus) (* 23. Januar 1794 in Celle; † 1. April 1875 in Dresden) war ein deutscher Unternehmer.

## Leben

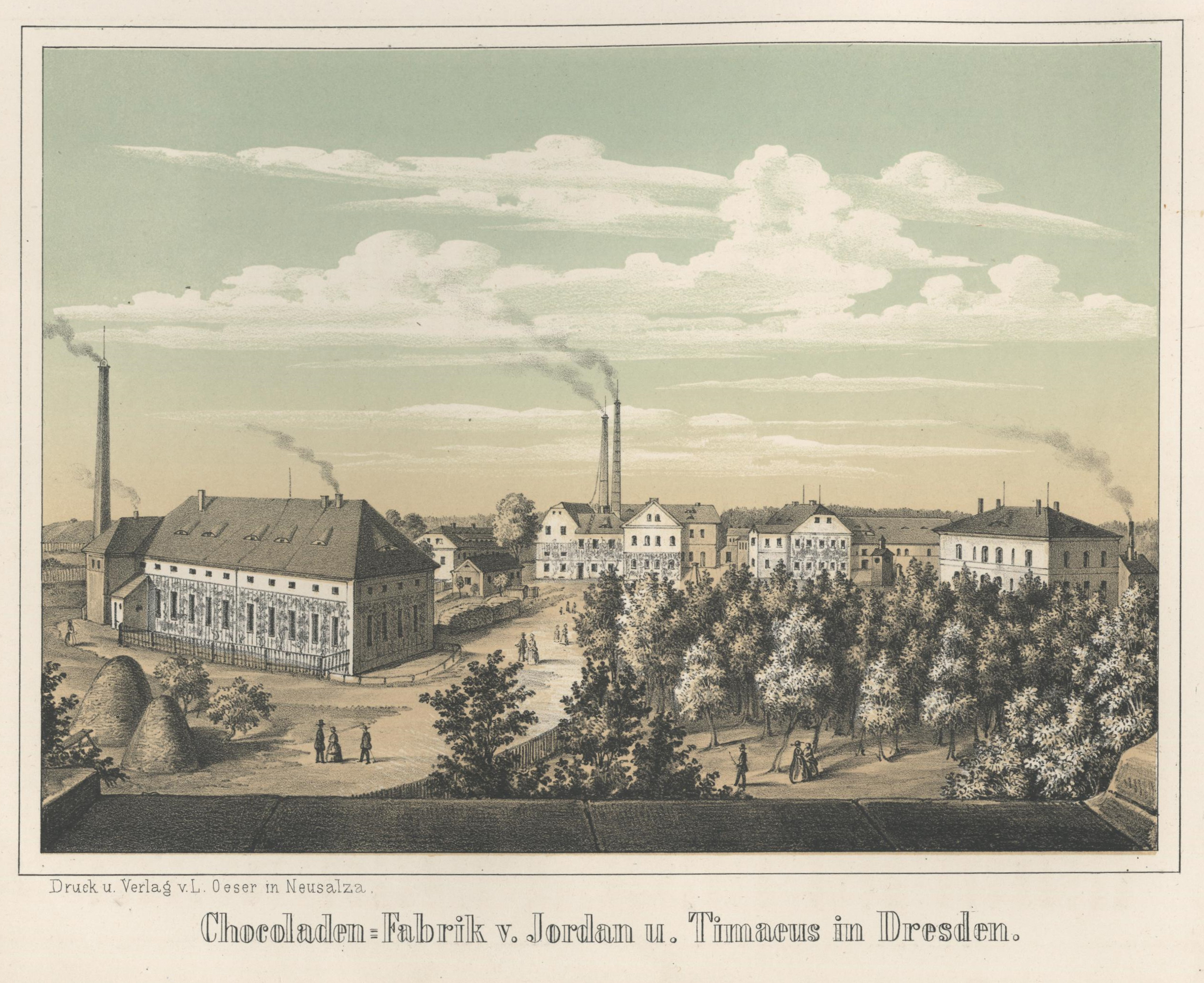
Schokoladenfabrik von Jordan und Timaeus in Dresden-Neustadt (1856/1858)

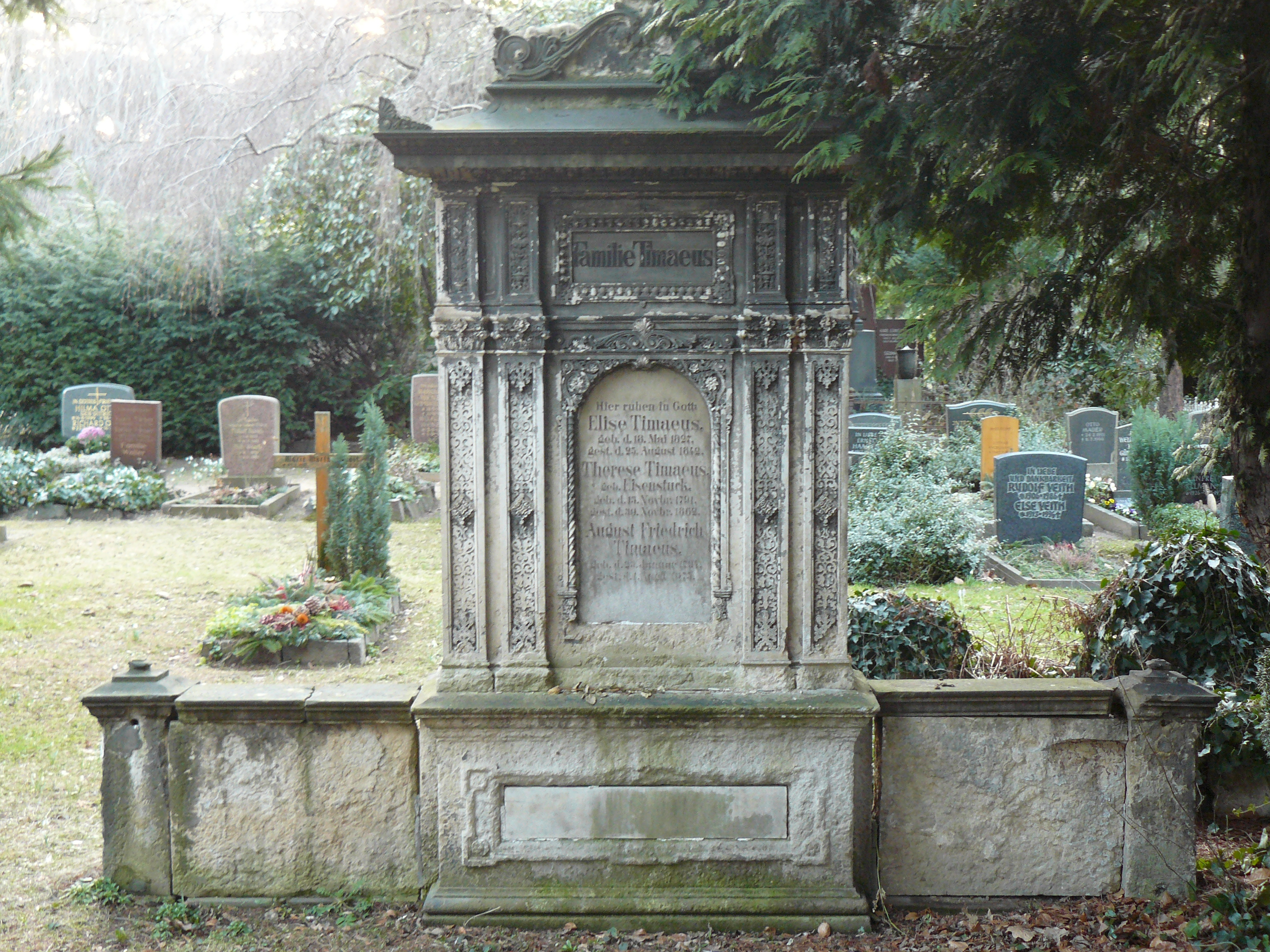
Grabstein von Timaeus auf dem Inneren Neustädter Friedhof

August Friedrich Timaeus besuchte das Gymnasium in seiner Heimatstadt Celle. 
Von 1809 bis 1814 absolvierte er eine kaufmännische Lehre in einer Materialwarenhandlung in Wolfenbüttel.
Anschließend arbeitete er bis 1817 in Braunschweig in einem „Droguengeschäft“ und bis 1823 für die Gebrüder Reiners in Braunschweig als Kontorist und Handlungsreisender.
Dabei lernte er Gottfried Jordan kennen, mit dem er 1823 die Chocolade- und Cichorienfabrik Jordan & Timaeus in Dresden gründete.
Diese Fabrik befand sich zwischen der heutigen Timaeus- und Jordanstraße östlich der Königsbrücker Straße in Dresden-Antonstadt.
Dort wurden Lebensmittel wie Zichorienkaffee, Nudeln und Schokolade produziert. Im Jahr 1830 stellten die Unternehmer eine Dampfmaschine auf. Das Unternehmen entwickelte sich schnell zu einem der Größten in Dresden und einem der wichtigsten Schokoladenhersteller Deutschlands. 
Im Jahr 1853 zog sich Timaeus aus dem Geschäft zurück.
August Friedrich Timaeus starb 1875 und wurde auf dem  Inneren Neustädter Friedhof (2. Land, G) begraben. 
In Dresden wurde die Timaeusstraße nach ihm benannt.
Die denkmalgeschützte Timaeusvilla, ein ehemaliger Firmensitz von Jordan & Timaeus, ist noch heute im Hinterhof der Alaunstraße 71b in Dresden zu besichtigen.

## Ehrungen
Nach Timaeus ist die Pflanzengattung Timaeosia Klotzsch aus der Familie der Nelkengewächse (Caryophyllaceae) benannt.